# خوان کارلوس مورا
خوان کارلوس مورا (انگلیسی: Juan Carlos Murúa؛ زادهٔ ۱۷ ژوئیهٔ ۱۹۴۰) بازیکن فوتبال اهل آرژانتین است.
از باشگاه‌هایی که در آن بازی کرده‌است می‌توان به باشگاه فوتبال راسینگ کلوب آویاندا و باشگاه فوتبال آرژانتینوس جونیورز اشاره کرد.
وی همچنین در تیم ملی فوتبال آرژانتین بازی کرده‌است.